# КИТ Финанс Брокер
«КИТ Финанс Брокер» (АО «КИТ Финанс») — российская брокерская компания, основанная в 2000 году.

## Показатели деятельности
Согласно отчетности «КИТ Финанс Брокер», на 31 декабря 2021 года у компании было 4,5 млрд рублей активов, ее собственные средства составляли 1,2 млрд рублей. По итогам 2021 года «КИТ Финанс» получил убыток в размере 779,5 млн рублей. На начало 2022 года у компании было более 25 тысяч клиентов на брокерском обслуживании,однако, к концу этого же года их число увеличилось до более чем до 500 тысяч. «КИТ Финанс» является 100 % акционером европейской инвестиционной фирмы AS KIT Finance Europe.

## История компании

### «Вэб-инвест.ру»
Компания «Вэб-инвест.ру» (Web-Invest) начала свою деятельность в 2000 году в Санкт-Петербурге, предложив клиентам интернет-доступ к торгам на фондовой секции Московской межбанковской валютной биржи (ММВБ). В 2001 году компания приобрела петербургский банк «Пальмира», который затем был переименован в «Вэб-Инвест Банк». По итогам 2021 года «Вэб-инвест.ру» вошла в топ-30 брокерских компаний по оборотам на рынке акций.
В марте 2002 года «Вэб-Инвест Банк» основал управляющую компанию (УК) «Креативные инвестиционные технологии» (КИТ), которая стала, в частности, управлять пенсионными резервами ряда негосударственных пенсионных фондов (НПФ), крупнейшим из которых стал НПФ Электроэнергетики, а также рядом паевых инвестиционных фондов (ПИФ).

### «Кит Финанc»
В первом полугодии 2005 года «Вэб-инвест.ру» стал российским лидером по объему операций с ценными бумагами. В сентябре этого же года брокер и УК КИТ сменили название на «КИТ Финанс», а «Вэб-Инвест Банк» стал называться «инвестиционный банк „КИТ Финанс“».
Группа «КИТ Финанс» в 2005 году купил НПФ «Союз», вскоре переименованный в «КИТ Финанс». В 2007 году она приобрела контроль в украинском «Радабанке» со штаб-квартирой в городе Днепропетровск (этот актив был продан группой в 2011 году). В том же в году брокер создал отдельное подразделения на базе филиала в Москве. Кроме того, у «КИТ Финанс Брокера» с 2004 года в Эстонии действовала дочерняя компания KIT Finance Europe, расположенная в Таллине и представляющая доступ к торгам на российских и зарубежных биржах. В начале 2008 года группа приобрела страховую компанию «Класс» — переименована «КИТ Финанс страхование».
К 2008 году компания входила в первую пятерку брокеров по числу клиентов: на конец 2007 года у нее было 7956 клиентов, из которых физических лиц — 6314 человек.

### 2008 год
В первом квартале 2008 года банк «КИТ Финанс» получил убытки в размере 1,3 млрд рублей — эти результаты в финансовой организации объяснили падением фондового рынка, снижением курса доллара, а также расходами в виде авансовых платежей по налогу на прибыль. Весной группа задумалась над переводом инвестиционный бизнеса из банка в свою брокерскую компанию.
В конце весны (когда индекс РТС был выше 2100 пунктов) — середине лета «КИТ Финанс» продал большой объем опционов «пут» на фьючерс на индекс РТС с ценой исполнения 1600—1700 пунктов в середине сентября. К моменту исполнения контрактов индекс РТС спустился ниже 1300 пунктов. С 10 по 12 сентября «Тройка диалог» и «Ренессанс капитал», основные владельцы этих опционов, заработали в результате сделок на «КИТ Финансе» несколько миллиардов рублей. 16 сентября банк «КИТ Финанс» объявил своим контаргентам о невозможности рассчитаться с контрагентами, а на рынке появились слухи о его банкротстве. Основной собственник группы Алейсей Винокуров стал вести переговоры о продаже финансовых активов, а сам банк начал искать покупателей на свои активы.
В начале октября группа «КИТ Финанс» за 100 рублей была продана консорциуму инвесторов в составе инвестиционной группы «АЛРОСА» (45 %), Российских железных дорог (РЖД, 45 %), а также компании «Национальный капитал», которой владели дочерние структуры близкому к РЖД НПФ «Благосостояние» — «Трансфин-М» и УК «Трансфингрупп». Таким образом, под контролем РЖД оказались российский банк, розничный брокер, инвестбанк, страховая компания и УК, НПФ, банк на Украине, а также непрофильные инвестиции группы.

### Отдельный брокер
После приобретения НПФ «Благосостояние» Абсолют-банка у бельгийской группы KBC и присоединению к нему банка «КИТ Финанс» брокерская компания осталась вне банковской группы, а ее основным акционером стал НПФ «Благосостояние». На начало 2016 года компания «КИТ Финанс» среди российских брокеров занимала 9-е место по общему количеству зарегистрированных у нее клиентов (21,2 тыс. клиентов), а по годовым оборотам — 20-е (968 млрд рублей).
«КИТ Финанс Брокер» принадлежал НПФ «Благосостояние» до 2017 года, затем на некоторое время фонд утратил контроль над компанией, но в 2019 году вновь вошел в капитал, решив сделать компанию опорным брокером. Впрочем, тогда участники рынка полагали, что после приведения бизнеса брокера «в порядок» НПФ опять выступит с предложением о его продаже.
На фоне роста клиентской базы банков и брокерских компаний у «КИТ Финанс» она стагнировала, что отразилось и на рыночной позиции брокера. К концу 2019 года число клиентов компании составляло порядка 25 тысяч, а сама она опустилась на 14-е место среди российских брокеров. Через два года количество клиентов «КИТ Финанс» увеличилось лишь до 26-28 тысяч, а сама компания опустилась на 20-е место по числу обслуживаемых клиентов. Кроме того, в 2021 году стало известно, что НПФ «Благосостояние» ищет покупателя на этот актив.

### Смена собственника
В апреле 2022 года, после попадания Сбербанка под санкции США, тот перевел иностранные ценные бумаги своих брокерских клиентов в «КИТ Финанс». Перевод проводился в рамках счетов депо, брокерские счета в новой компании клиенты должны были открывать самостоятельно. Это позволило «КИТ Финанс» по итогам 2022 года нарастить свою клиентскую базу в 20 раз, снова вернув себе место в топ-10 брокеров, — число брокерских счетов у компании превысило 500 тысяч штук. В конце ноября «КИТ Финанс» запустил свое мобильное приложение для торговли на бирже.
В конце 2022 года НПФ «Благосостояние» вышел из капитала «КИТ Финанс Брокера», а новым владельцем компании стал Алексей Хавин — бывший топ-менеджер Московской биржи, который покинул эту группу накануне, в марте. В начале 2023 года брокерскую компанию возглавил Михаил Белявский, до этого руководивший управлением торговых операций на финансовых рынках банка «ФК Открытие». Тогда же в связи с проблемами у банков-партнеров с корреспондентскими счетами, а также в связи с введением против них санкций, у «КИТ Финанса» стали наблюдаться проблемы с выводом и пополнением счетов в долларах США и евро.